# Nicolas Neidhardt
Pour les articles homonymes, voir Neidhardt.
Nicolas Neidhardt est un compositeur, producteur et pianiste franco-américain né le 17 janvier 1963 à Mayence (Allemagne).

## Biographie

### De 1983 à 1988
Nicolas Neidhardt arrive à Paris en 1983 pour y étudier l'arrangement et le piano au CIM aux côtés de son mentor Denis Badault de 1983 à 1987. Il étudie simultanément avec la concertiste française Françoise Buffet. Il étudie le solfège et l'ouverture d'oreille au conservatoire national d'Issy-les-Moulineaux et à la Salle Pleyel. Étant un des premiers à s'intéresser à la MAO, Il commence à fréquenter les studios parisiens en travaillant pour de nombreux artistes tels que Animo, en tant qu'arrangeur et musicien.

### De 1989 à 1997
Il participe à l'enregistrement de plus de 150 albums, 300 musiques de publicité et de nombreux films et téléfilms. En 1990 il devient membre de "Le Groupe" aux côtés d'Alain Chabat, Dominique Farrugia et Chantal Lauby dans Les Nuls L'émission. En 1992, il rejoint l'émission Nulle part ailleurs présenté par Antoine de Caunes et Philippe Gildas. À cette occasion, il accompagne de nombreux artistes internationaux comme Nina Hagen, Willy DeVille, Seal ou Tom Jones. En 1996, il co-compose la chanson Dieu m'a donné la foi interprété par Ophélie Winter classée No 1 du Top 50. L'album No Soucy se vend à plus de 500.000 exemplaires.

### De 1998 à 2005
Il monte sa société de production Aktion Entertainment ainsi qu'un studio d'enregistrement à Montmartre. En 2001, il co-réalise le 1er album de Jenifer dont les singles J'attends l'amour et Au soleil atteignent le top 5. En 2003, on lui confie la réalisation des albums de l'émission Popstars qui révélera M.Pokora.
En 2004, il devient directeur musical de Véronique Sanson, arrange et enregistre l'album Longue Distance à Paris, Nashville et Los Angeles. En 2005, ils enregistrent un album live à l'Olympia. De 1999 à 2006, il compose 77 épisodes de la série policière La Crim' diffusée sur France 2.

### De 2006 à 2009
Il enregistre et réalise de nombreux albums, musiques publicitaires, musiques de film et de télévision. En 2007, il enregistre son premier album solo de piano, Moments.

### De 2010 à 2012
Il entreprend plusieurs voyages à New York, y donne des concerts de piano et enregistre un deuxième album, de duos cette fois. Attiré par le dynamisme américain, il se rend à Los Angeles en mai 2010. Après un séjour riche en rencontres, il fera la navette pendant 2 ans avant de s'installer en Californie en août 2012.

### De 2012 à aujourd'hui
Nicolas travaille aujourd'hui pour des clients américains, français et allemands. Il participe à de nombreuses B.O.'s de blockbusters comme Unknown, Killer Elite, Last Knights, World's Apart. Il collabore avec le cinéaste français Fabien Martorell et la chanteuse Sangeeta Kaur.
Il a également enregistré plusieurs albums collaboratifs, alliant cinéma et pop. Il continue à travailler pour la télévision et la publicité. 
Depuis 2015, il a composé de nombreuses musiques de bandes-annonces dont Jurassic World, Bladerunner 2049, Wonder Woman et Hunters.

### Télévision
- "Le Groupe" aux côtés d'Alain Chabat, Dominique Farrugia et Chantal Lauby dans Les Nuls L'émission.
- Nulle part ailleurs présenté par Antoine de Caunes et Philippe Gildas.
- Ou es-tu ? adapté d'un roman de Marc Levy
- La Crim'

### Publicité
Google, YSL, McDonald's, Orange, Longchamp, Évian, Dim, Carte Noire, Garnier, Côte d'Or, Samsung, Amnesty International

### Musiques de films
Vénus beauté (institut), Célibataires, Le Secret de Polichinelle (1997) de Franck Landron, Absolument fabuleux.En 2010/2011 il compose pour la B.O. de "Titeuf, le film" en collaboration avec les frères Goldman et Thierry Blanchard, aux côtés d'interprètes prestigieux (James Blunt, Johnny Hallyday, Nadia Farès, Francis Cabrel, Alain Souchon, Benabar et Jean-Jaques Goldman)

### Albums solo
- Moments
- Face 2 Face

## Discographie sélective
- 1990 : Pop Music de Thierry Hazard
- 1994 : Où sont passés les beatniks ? de Thierry Hazard
- 1995 : No Soucy ! d'Ophélie Winter
- 2002 : Jenifer de Jenifer
- 2002 : Au milieu de la nuit de Gérard Darmon[réf. souhaitée]
- 2004 : Notre étoile de Linkup
- 2005 : Longue Distance de Véronique Sanson
- 2005 : Olympia 2005 de Véronique Sanson
- 2006 : Dancing de Gérard Darmon
- 2006 : Humphrey de Humphrey